# Extreme Job – Die Spicy-Chicken-Police
Extreme Job – Die Spicy-Chicken-Police (Originaltitel: Geukan Jigeop) ist eine Actionkomödie des südkoreanischen Regisseurs Lee Byeong-heon aus dem Jahr 2019. Mit über 16,2 Millionen Besuchern ist es der zweitmeistgesehene Film in der südkoreanischen Kinogeschichte.

## Handlung
Abteilung 2 der Drogenfahndung schnappt nur kleine Fische und verursacht bei einer Ermittlung nun auch noch eine Massenkarambolage. Captain Ko erhält vom Kollegen Choi den Tipp, sich auf Lee Mu-bae und Ted Chang zu fokussieren, die bald wieder aktiv werden müssten. Sein Team kann Mu-bae gegenüber einem Chimaek-Restaurant (frittiertes Hühnchen mit Bier) ausfindig machen. Dort hat Lee Mu-bae seinen Haupttreffpunkt. Vom Besitzer des Restaurants erfahren sie, dass er das Restaurant schließen wird, da er keine Kunden hat, nur die Typen von Gegenüber. Nach reiflicher Überlegung entscheidet sich Captain Ko, das Restaurant zu übernehmen, um die vermeintlichen Drogenhändler zu observieren.
Allerdings kommen mehr Gäste als geplant. Anfangs besorgen sie sich stets Hühnchen von einem anderen Restaurant. Doch da immer mehr Gäste kommen, machen sie bald eigenes Hühnchen, um die Tarnung aufrechtzuerhalten. Kommissar Ma kann hier auftrumpfen. Er verwendet ein altes Familienrezept seiner Mutter und bald spricht sich das köstliche Hühnchen des Restaurants rum. Es ist nun ständig gefüllt und die Polizisten haben kaum mehr Zeit für die Observierung, wie Young-ho frustriert feststellt. Das Restaurant soll sogar ins Fernsehen. Doch die Polizisten wiegeln ab, um nicht erkannt zu werden. Doch der Reporter ist damit nicht zufrieden. Er beobachtet das Restaurant und stellt fest, dass sie zu anfangs das Hühnchen eines anderen Restaurants verkauften. Als der Bericht im Fernsehen ausgestrahlt wird, werden die Polizisten vom Vorgesetzten sofort erkannt. Sie werden zeitweise suspendiert, da die Übernahme des Restaurants nicht abgesprochen war. Zudem erfahren sie, dass Mu-bae weitergezogen ist und sie haben es nichtmal mitbekommen.
Während ihrer Auszeit wollen sie das Restaurant weiterführen, um Geld zu verdienen. Doch dann kommt ein Geschäftsmann zu ihnen, der ein Franchise gründen will. Skeptisch stimmen die Polizisten zu. Bei dem Geschäftsmann handelte es sich allerdings um einen von Mu-baes Männern. Nachdem es Fernsehberichte über die unfreundlichen Mitarbeiter des Franchise-Restaurants gibt und das schlechte Hühnchen, ermitteln die Polizisten als Franchise-Manager und möchten die anderen Restaurants auf Kurs bringen. Doch stattdessen finden sie heraus, dass die Restaurants nur als Tarnung für Drogenkuriere dienen sollen. Sie entlarven Mu-bae als Drahtzieher des Syndikats.
Kommissar Ma wird bei der Untersuchung eines Restaurants ebenfalls entlarvt, zusammengeschlagen und zu Mu-bae gebracht. Sie wissen nun, dass die Polizei hinter ihnen her ist. Doch er hat einen Plan, mit dem er alles Ted Chang anhängen will. Kommissarin Jang hatte zudem auf Mas Smartphone eine Partner-App installiert, durch die die anderen vier Polizisten ihn leicht ausfindig machen können. Doch Ma ist ein ausgezeichneter Kämpfer und kann sich befreien und Mu-bae zu einem Containerhafen verfolgen. Er sendet seinen Kollegen eine Nachricht und stellt auf seinem Handy eine Polizeisirene an. Dadurch denken Mu-bae und Ted Chang, der jeweils andere habe sie in eine Falle gelockt. Die anderen vier Polizisten treffen derweil ein. Alle sind ausgezeichnete, trainierte Kämpfer und können sich im Kampf trotz zahlenmäßiger Unterlegenheit durchsetzen und die Kriminellen festnehmen. Für ihre Leistung werden alle fünf befördert.

## Rezeption
Extreme Job – Die Spicy-Chicken-Police startete am 23. Januar 2019 in den südkoreanischen Kinos und erreichte über 16,2 Millionen Zuschauer. James Marsh von der South China Morning Post gibt dem Film 4 von 5 möglichen Punkten. Es sei ein unterhaltsamer Film, der an Woody Allens Schmalspurganoven erinnere. Michael Rechtshaffen von der Los Angeles Times vergleicht den Film mit Police Academy. Der Film sei amüsant, die Handlung gebe aber nicht viel hier. Norman Wilner von Now bewertet den Film sehr positiv und bezeichnet ihn als flink und charmant. Der Film funktioniere auf allen Ebenen, nur der Titel sei zu generisch.

## Remake
Nur wenige Monate nach Veröffentlichung des Films wurde eine US-amerikanische Neuverfilmung angekündigt. In der Hauptrolle sollte Kevin Hart zu sehen sein, der mit seinem Studio HartBeat Productions auch an der Produktion beteiligt sein sollte. Es handelte sich um ein Gemeinschaftsprojekt des südkoreanischen Unternehmens CJ Entertainment mit Universal Pictures. Die Drehbuchadaption sollte Tracy Oliver schreiben.